# Паломарес, Лисенсијадо Мигел Валдез Ревиља (Рио Браво)
Паломарес, Лисенсијадо Мигел Валдез Ревиља (шп. Palomares, Licenciado Miguel Valdez Revilla) насеље је у Мексику у савезној држави Тамаулипас у општини Рио Браво. Насеље се налази на надморској висини од 20 м.

## Становништво
Према подацима из 2005. године у насељу је живело 5 становника.

### Хронологија
| Година       | 2000 | 2005 |
| ------------ | ---- | ---- |
| Становништво | 11   | 5    |

### Попис
| # | Индикатор                        | Вредност |
| - | -------------------------------- | -------- |
| 1 | Укупно појединачних домаћинстава | 1        |